# کتی میچل
کتی میچل (انگلیسی: Katie Mitchell؛ زادهٔ ۲۳ سپتامبر ۱۹۶۴) کارگردان نمایش، و کارگردان فیلم اهل بریتانیا است.